# Ho?
Albums de Yui Horie
Kuroneko to Tsuki Kikyu wo Meguru Boken
(2001) Sky
(2003)
Compilations par Yui Horie
Best Album
(2012)
Ho? (ほっ?) est la 1re compilation de Yui Horie, sorti sous le label Star Child le 26 mars 2003 au Japon. Elle arrive 24e à l'Oricon et reste classé 4 semaines.

## Liste des titres
| 1.  | Pinch! (PINCH!)                                                                        | 5:09 |
| 2.  | My best friend                                                                         | 3:59 |
| 3.  | Dear mama                                                                              | 4:03 |
| 4.  | Sora no You ni... (空のように…)                                                        | 4:29 |
| 5.  | Heart wa Uragaeshi (ハートはうらがえし)                                                | 3:19 |
| 6.  | Koko de Yokatta ne (ここで良かったね)                                                  | 5:40 |
| 7.  | Destiny                                                                                | 4:18 |
| 8.  | Girlish                                                                                | 4:50 |
| 9.  | Haru da Mono! -Naru Version- (春だもの! -なるVersion-)                                 | 3:39 |
| 10. | For Fruits Basket (For フルーツバスケット (reprise de Ritsuko Okazaki))                | 4:26 |
| 11. | Chisa na Inori (小さな祈り (reprise de Ritsuko Okazaki))                               | 3:21 |
| 12. | Kirari☆Takaramono (キラリ☆宝物)                                                        | 3:47 |
| 13. | Be for you, be for me                                                                  | 4:36 |
| 14. | Sono Saki no Justice (その先のJustice)                                                 | 4:44 |
| 15. | In You                                                                                 | 5:33 |
| 16. | Aosususki (青薄)                                                                       | 4:33 |
| 17. | Sakura Saku -Ho? version- (サクラサク -ほっ? version- (reprise de Megumi Hayashibara)) | 3:11 |
| 18. | Itsumademo♡Dokomademo -Ho? version- (イツマデモ♡ドコマデモ -ほっ? version-)            | 4:06 |